# 戒严
戒严是指国家在处于对外战争、内部叛乱等严重危害社会安全与政治稳定的特殊时期所采取的紧急措施。戒嚴實施時司法及行政權會部分或全部由軍隊接管。有些国家將戒嚴整合在紧急状态和一級備戰之內。该措施以军事统治代替文官政府，并暂停一般法律代之以軍法或军事管辖。戒严令可以持续一段特定时间，也可以无限期持续，只要戒严令继续，就可能暫停标准的公民自由。大多数情况下，戒严令是在战争和/或内乱和自然灾害等紧急情况下宣布的。或者，可能在军事政变的情况下宣布戒严令。

## 概述
戒嚴令是指一个国家进入了戰亂危机，而这个危机有可能会影响国家及人民的存亡時，由國家元首或政府首腦發佈的軍事管制命令。实行时会由国家元首或政府首脑发布“戒严令”执行後由國會追認，或者权力下放至国会，让国会通过，再由国家元首宣布全國或某區域戒嚴。
危机程度不同，施行時效也不同。如中華民國自1949年5月20日起，臺灣省政府與臺灣省警備總司令部發佈「臺灣省戒嚴令」，同年11月2日中華民國政府將臺灣省納入第二次全國戒嚴令範圍，至1987年7月15日解除之時，共延續了38年之久，截至目前为止可能是全世界连续执行時間第二長、僅次於敘利亞戒嚴令（1963年—2011年）的戒嚴，至今仍然對臺灣政治與社會有著相當深入廣泛的影響。
中華人民共和國在1989年拉萨骚乱中，于3月7日由国务院总理李鹏发布《在西藏自治区拉萨市实行戒严的命令》；同年北京大學生悼念胡耀邦而引發的學生運動中，国务院总理李鹏签署《国务院关于在北京市部分地区实行戒严的命令》，宣布自1989年5月20日10时起在北京市部分地区实行戒严，该戒严令要到1990年1月11日才解除，而在西藏自治区实行的戒严令则在1990年5月1日解除。两戒严令均根据《中华人民共和国宪法》第89条第16项的规定。
國際層面，1963年政变後敘利亞復興黨政權開始實施戒嚴，該戒嚴一直實施到阿拉伯之春開始後的2011年4月21日。該戒嚴被視為歷時最長的戒嚴令。

## 必要性与存在价值
国家作为人类文明的产物，孕育了丰硕的物质和精神成果，但是与其他任何客观事物一样，它也时刻面临着源于自然和人群的种种危险，例如：洪水、地震、火灾、罢工、示威、暴动、叛乱、入侵、战争等。尽管处于危险状况之下，社会秩序极度混乱，但宪法和法律却不能因此而废置不用，作为现代国家赖以运行之基础的宪政必须得到严格地维护。为了确保在危急状况下更大程度地保障国家和公民的利益，使社会秩序所受的损害降到最低，许多国家都制定了一系列处置紧急情况的措施，戒严就是其一。
在专制制度之下，獨裁者以国家的名义恣意行使其绝对无限制的统治权，戒严也是专制统治者应对紧急事态的一种政治措施，自然无须由立法加以规范和限制。戒严法是立宪政治的产物，在立宪政治之下，国家的统治权力和人民的自由权利，受到宪法和法律的严格保障。即使在社会动荡时期，国家采取了戒严措施，意图适当改变权力和权利的分配模式，也应当恪守宪法和戒严法。
所以当代国家，多将戒严事项明示或暗示地规定在宪法中，例如：1814年法國波旁王朝憲章、1848年法國宪法、1921年波蘭第二共和國宪法、1889年大日本帝国宪法、1946年巴西憲法、1946年巴拿马宪法、1949年泰国宪法、1948年韓國憲法、1982年中华人民共和国憲法等，都是明文將戒嚴發佈權的規定訂入該國憲法。至於部分国家是暗示的隐含，或者是将戒严涵納在紧急命令权之内，比如1919年德国的威瑪宪法、1958年法国第五共和宪法、1993年俄罗斯聯邦宪法等。又或者是视戒严为战争权的必要属性，如美国。戒严意味着社会秩序的重新调整和主体利益的重新分配，戒严法可以称作是国家紧急时期的“小宪法”，它几乎波及社会生活的所有内容，但各国宪法中的戒严条款仅是原则规定，所以许多国家在宪法戒严条款的授权之下，进一步制定了戒严法實施軍事管制。在日本整合為國家緊急權。

## 应用
戒严令可以被政府用来加强对公众的统治。这类事件可能发生在軍事政變過後（2006年及2014年的泰國與2013年的埃及）、人民大規模示威集會（1989年中國六四天安門廣場事件）、镇压政治反对派（1981年波兰戒严）或為稳定叛乱等情況。在发生重大自然灾害的情况下，也可以宣布戒严令，然而大多数国家使用不同的非常法律措施，如紧急状态。
在冲突期间以及在没有任何其他文官政府的情况下，由于人口不稳定，也实施了戒严令。这种军事统治形式的例子包括第二次世界大战后德国和日本的重建，美国南北战争后重建时期美利坚合众国前邦联的恢复和重建，以及1871年至1873年法兰克福条约结束普法战争后德国对法国北部的占领。
通常，戒严令的实施伴随着宵禁；暂停民法、民事权利和人身保护令；以及将军事法或军事司法适用或扩大到平民。违抗戒严令的平民可能会受到军事法庭的审判。

## 按国家及地区

### 亚美尼亚
在2020年納戈爾諾-卡拉巴赫戰爭期间， 亚美尼亚总理尼科尔宣布戒严。

### 澳大利亚
从19世纪20年代中期到1832年，黑色戰爭是英国殖民者和塔斯马尼亚土著澳大利亚人之间的暴力冲突时期。随着19世纪20年代末暴力的升级，副州长乔治·亞瑟（英語：George Arthur）于1828年11月宣布戒严，有效地为杀害土著人民提供了法律豁免权。它将继续有效三年以上，这是澳大利亚大陆上的英国殖民地历史上最长的戒严期。截至2022年，自从澳洲大陆成为一个国家以来，从未宣布过戒严令。

### 加拿大
《战争措施法》（英語：War Measures Act）是加拿大议会的一项法规，允许政府行使广泛的紧急状态权，但不包括戒严令，即军方不执行司法，而戒严令仍掌握在法院手中。该法案被援引了三次：第一次世界大战、第二次世界大战和1970年10月危机。1988年，《战争措施法》被《紧急情况法令》（英語：Emergencies Act）取代。
在殖民时代，在1775至1776年美国革命战争期间大陆军队入侵加拿大期间，宣布并在魁北克省领土上实施戒严令。在1837-1838年起义期间，它还在加拿大下省两次适用。在1837年11月的事件发生后，12月5日，在没有得到加拿大下议院支持的情况下，总督戈斯福德在蒙特利尔地区宣布戒严。它一直被强制实施到1838年4月27日。1838年11月4日，代理州长约翰·科尔本第二次宣布戒严，并在蒙特利尔地区实施戒严，直到1839年8月24日。

### 中国大陆
中国大陆的戒严可以追溯到清朝末年。以日本明治宪法为蓝本的1908年《大清宪法案》草案的大纲包含了戒严条款。北洋政府的相关法案也是在此基础上发展的。中华民国临时政府于1912年3月颁布了《中華民國臨時約法》，授权临时大总统在紧急状态下宣布戒严。国民政府在1920年代后期颁布了《戒严法宣言法令》，并于1940年代进行了修订。兩岸分治後，戒嚴法令也各自呈現不同的樣貌與適用。
1989年3月5日，中华人民共和国国务院总理李鹏在拉萨骚乱后宣布拉萨市戒严，至1990年5月1日解除。
1989年5月20日，民运人士在天安门广场举行抗议活动后，中华人民共和国国务院总理李鹏签署了北京戒严令，至1990年1月11日解除。

### 臺灣
第二次世界大战后，臺灣由中华民国政府接管。1949年，由于在第二次国共内战中失利，時任臺灣省政府主席兼臺灣警備總司令陳誠於1949年5月19日頒佈戒嚴令，宣告自同年5月20日零時（中原標準時間）起在臺灣省全境實施戒嚴。中華民國政府撤退至台灣後，持續與中國大陸新建立的共產黨政權對抗、並认为有必要镇压台湾境内所有可能与中国共产党相关的活动，这被用作持續戒严的理由。至1987年由時任中華民國總統兼中國國民黨主席蔣經國宣佈7月15日解除該戒嚴令為止，共持續38年56天。臺灣戒嚴之長度為人類歷史上第二，仅次于1967年至2011年的叙利亚戒严；該戒嚴令頒布的期間，臺灣進入白色恐怖狀態，異議份子遭到政府全面鎮壓，導致政治犯及冤獄時常發生。

### 埃及

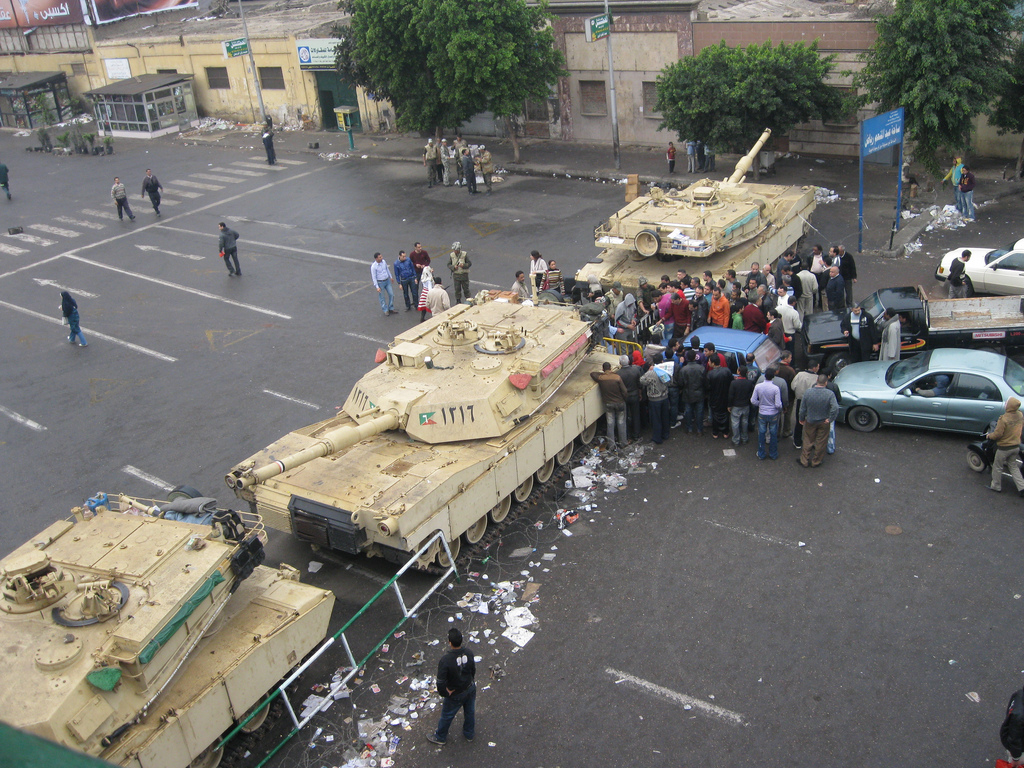
埃及戒严：2011年埃及革命期间，在解放广场附近的一个检查站使用的埃及坦克

在埃及，紧急状态自1967年以来几乎一直有效。1981年穆罕默德·安瓦尔·萨达特总统遇刺后，宣布进入紧急状态。自那以后，埃及一直处于紧急状态，几乎没有短暂的例外。自紧急状态法实施以来，议会每三年更新一次。该立法于2003年延期，将于2006年5月底到期；已制定计划，以新的反恐怖主义法取而代之。但在同年4月发生达哈布爆炸事件后，紧急状态又延长了两年。2008年5月，进一步延长至2010年6月。2010年5月，紧急状态进一步延长，尽管政府承诺只适用于“恐怖主义和毒品”嫌疑人。
紧急状态赋予军事法庭审判平民的权力，并允许政府在没有法院命令的情况下将任何被认为威胁国家安全的人拘留45天。根据这项立法，公众示威是被禁止的。2011年2月10日，埃及前总统胡斯尼·穆巴拉克承诺删除赋予紧急状态合法性的宪法相关条款，以满足要求他辞职的广大抗议者。2011年2月11日，总统下台，副总统奥马尔·苏莱曼在将总统机构的所有文官权力移交给军事机构时，实际上实施了戒严令。这意味着总统行政权、议会立法权和司法权都直接移交给军事系统，军事系统可以将权力来回下放给其领土内的任何文职机构。
军方在其第三次公告中宣布，“一旦埃及恢复秩序，紧急状态即告结束”。在戒严之前，根据宪法，埃及议会拥有宣布紧急状态的文官权力。在戒严期间，军方获得了国家的所有权力，包括解散议会和暂停宪法，就像它在第五次宣布中所做的那样。根据戒严令，埃及领土内唯一的法律框架是军方的数字公告。例如，这些公告可以命令任何民事法律重新生效。军事公告(公报)是埃及领土事实上唯一的现行宪法和法律框架。这意味着国家的所有事务都受日内瓦公约的约束。

### 印尼
2003年5月18日，在亚齐的一次军事活动中，印尼陆军总司令在总统的命令下，实施了为期6个月的戒严令，以消灭该区域内的分裂分子。

### 伊朗
1978年9月7日，为了回应公众示威，抗议政府被认为参与了阿亚图拉·霍梅尼之子穆斯塔法·霍梅尼的死亡，沙王穆罕默德-礼萨·巴列维任命陆军参谋长戈拉姆·阿里·奥韦西将军为首都德黑兰的军事省长。9月8日，政府实际上对首都和全国其他几个城市宣布戒严，随后爆发了进一步的抗议活动，导致军队当天在德黑兰的贾利赫广场向一群抗议者开火。对伤亡人数的估计各不相同；然而，根据伊朗人权活动家Emadeddin Baghi的说法，死亡人数为88人，其中64人在Jaleh广场被枪杀。这一天通常被称为黑色星期五。由于无法控制动乱，伊朗国王于11月6日解散了以总理贾法尔·谢里夫-埃马米为首的文官政府，并任命戈拉姆·礼萨·阿扎里将军为总理，他最终未能努力恢复国家秩序。1979年1月4日，当他准备离开这个国家时，国王解散了军政府，并任命沙普尔·巴赫蒂亚尔为新总理，沙普尔·巴赫蒂亚尔是一名批评他统治的改革派人士。巴赫蒂亚尔政府于2月11日倒台，成立了伊斯兰共和国，并制定了新宪法。
伊斯兰共和国宪法第79条禁止在未经伊斯兰协商会议批准的情况下宣布戒严。

### 爱尔兰
1916年，在复活节起义期间，爱尔兰中尉温伯恩勋爵宣布戒严，以维持都柏林街头的秩序。后来，在英国政府的同意下，这一行动在持续时间和地理范围上都扩展到了整个国家。在爱尔兰独立战争期间，英国当局宣布爱尔兰大部分地区处于戒严状态。在爱尔兰内战期间，爱尔兰的大部分地区也处于事实上的戒严令之下。
目前的爱尔兰宪法允许在政府宣布紧急状态时实施戒严；然而，在任何情况下都禁止死刑，包括紧急状态。

### 以色列
1949年至1966年，军事行政政府对以色列一些阿拉伯人口较多的地理区域有效，主要是内盖夫、加利利和三角地区。这些地区的居民受到戒严的约束。以色列国防军执行了严格的居留规定。任何在1948年11月进行的人口普查中没有登记的阿拉伯人都被驱逐出境。必须获得军事省长的许可，才能在距离一个人的注册居住地超过一定距离的地方旅行，宵禁、行政拘留和驱逐很常见。虽然军事管理正式针对的是地理区域，而不是人，但它的限制很少对这些地区的犹太居民实施。20世纪50年代初，戒严令对居住在贾法、拉姆拉和洛德等犹太人大宗城市內的阿拉伯公民不再有效，这些城市约占以色列阿拉伯人口的15%。但直到1966年，以色列境内其他地方的剩余阿拉伯人口仍然实行军事统治。
这一时期因其对政治权利的极端镇压以及不负责任的军事暴行而被铭记。大多数政治和民间组织都被禁止。禁止悬挂巴勒斯坦国旗以及其他表达巴勒斯坦爱国主义的行为。此外，尽管理论上充分保障政治权利，但政府军事人员经常威胁阿拉伯人公民，如果他们不在当局支持的候选人的选举中投票。这一时期最值得纪念的军事暴行事件可能是1956年的Kafr Qasim大屠杀，在那次屠杀中，以色列边境警察在晚上下班回家时杀害了48人(19名男子、6名妇女和23名8至17岁的儿童)。以色列军队已下令对绿线附近的所有阿拉伯村庄实行宵禁。然而，这项命令是在通知这些地方的居民，包括Kafr Qasim居民之前生效的。
1967年战争后，以色列军队占领了约旦河西岸、加沙地带、叙利亚戈兰高地和埃及西奈半岛，对这些地区的巴勒斯坦人口以及约旦、叙利亚和埃及人口实施了戒严令。1993年，《奥斯陆协定》为巴勒斯坦民族权力机构下的巴勒斯坦人的有限自治提供了便利。按照官方说法，只有约旦河西岸C区的部分地区处于戒严状态。
在2006年黎巴嫩战争期间，国防部长阿米尔·佩雷茨宣布在该国北部实施戒严令。以色列国防军被授权向平民发出指令，关闭被认为受到攻击威胁的城市的办公室、学校、营地和工厂，以及对北部城市实行宵禁。
根据戒严令，后方前线司令部的指示是强制性的，而不只是推荐的。佩雷茨签署的这项命令的有效期为48小时，并由内阁和以色列议会外交和国防委员会延长了战争期间的期限。

### 美国
在美国，在各种情况下，包括在外国直接攻击之后(日本偷袭珍珠港后的夏威夷；新奥尔良战役期间的新奥尔良)，宣布对一个州或其他地方实行戒严令；在一场重大灾难之后(1871年芝加哥大火后的芝加哥；1906年地震后的旧金山)；以及应对与抗议和暴徒行动有关的混乱(1934年西海岸海滨罢工期间的旧金山；反对自由乘车者的暴徒行动后，阿拉巴马州蒙哥马利)。为了避免被捕或对其权威的挑战，叛变的地方领导人也宣布了这一点(伊利诺伊州摩门教战争期间，伊利诺伊州诺沃市由约瑟夫·史密斯宣布，犹他州州长布里格姆·杨(Brigham Young)在犹他州战争期间宣布)。
美国的戒严法概念与人身保护令权利密切相关，人身保护令本质上是对合法监禁的听证权利，或者更广泛地说，是司法机构监督执法的权利。暂停人身保护令的能力与实施戒严令有关。美国宪法第1条第9款规定：“人身保护令的特权不得暂停，除非在叛乱或入侵公共安全的情况下需要这种特权。”在美国境内使用军队的例子很多，例如在威士忌起义期间和在南方民权运动期间，但这些行为并不等同于宣布戒严。
在美国法律中，戒严受到美国内战和第二次世界大战之间的几项法院裁决的限制。1878年，国会通过了《地方保安法案》，根据情况，该法案可以禁止美国军队在未经国会批准的情况下介入国内执法。(美國法典第18编 § 第1385節, 原件在 20 Stat. 152)
1866年，在“米利根单方面”[1866年《美国最高法院判例汇编》第71卷第2页]一案(the court case Ex parte Milligan)中，对实施戒严令的合法性进行了审查。通过该案，最高法院确定，除非没有民事法庭可用，否则在军事法庭审判平民是违宪的。如今，宪法并未明确授予在美国实施戒严令的权力。尽管如此，美国还是至少宣布了68次戒严令。
关于宣布戒严，有两种主要的思想流派。首先，一些学者认为，宣布戒严令的权力是宪法赋予国会的权力，在某些紧急情况下，属于总统。第二种流派认为，美国宣布戒严的权力并没有体现在任何法律中，而是出于必要和“国家自保”的利益。目前而言，宪法中没有明确规定赋予任何特定的政府机构宣布戒严令的权力。
从历史上看，戒严令是为了应对美国的国家紧急情况而宣布的。例如，在夏威夷，珍珠港袭击事件后颁布了戒严令。最高法院在“邓肯诉卡哈纳莫库”(the court case Duncan v. Kahanamoku)[《美国最高法院判例汇编》第327卷，第304页(1946)]案中对夏威夷宣布戒严令的合法性进行了评估。在这里，最高法院认为，尽管夏威夷还不是一个州，但必须像夏威夷是一个州一样分析宣布戒严令的合法性。因此，美国认定夏威夷居民的安全是他们的责任，夏威夷群岛实施了戒严令。

### 大韓民國
根據《大韓民國憲法》第77條，以下情況授權總統宣布戒嚴，並應依憲法執行：
- 遇戰爭、事變或類似國家非常狀態，要動用兵力以應付軍事需要或維護公共秩序時，總統可依法宣佈戒嚴。
- 戒嚴分紧急戒嚴（：／）和警備戒嚴（：／）。
- 宣佈紧急戒嚴時，依法對有關法令制度、言論、出版、集會、結社自由、政府或法院許可權，採取特別措施。
- 宣佈戒嚴時，總統應立即通知國會。
- 由半數以上本屆國會議員通過要求解除戒嚴時，總統應解除戒嚴。

依據該國的《戒嚴法》，紧急戒嚴和警備戒嚴是兩種不同層級的戒嚴狀態，分別針對不同情況設計，目的是應對國家緊急狀態，如戰爭、暴動或其他影響國家安全的危機。以下是兩者的詳細區別：
| 項目           | 紧急戒嚴（／） | 警備戒嚴（／） |
| -------------- | --- | --- |
| 實施條件       | 戰爭、全面內亂、國家機構癱瘓 | 局部危機、大規模暴動或社會秩序嚴重混亂                                                                                              |
| 適用範圍       | 全國或多數地區 | 特定地區 |
| 行政與司法權力 | 軍隊全面接管行政與司法事務 | 文職政府繼續負責行政，軍隊僅掌管軍事相關行政與司法事務                                                                              |
| 公民權利限制   | 大幅限制或全面剝奪，如逮捕、拘禁、查封等                                                                                            | 部分限制，如集會、言論、媒體等方面的限制                                                                                            |
| 司法管轄       | 軍事法庭取代一般司法，涉及內亂、國安等重大罪行由軍事法庭審理                                                                        | 一般司法機構繼續運作，軍事法庭僅對特定嚴重罪行有管轄權                                                                              |
| 言論與媒體自由 | 嚴格控制或完全封鎖，禁止任何可能影響國家安全的言論與媒體活動                                                                        | 有限度限制，允許一定範圍內的言論與媒體運作，僅限制對國家安全有直接威脅的內容                                                        |
| 宣布程序       | 總統經國務會議審議後宣布，並需立即通報國會                                                                                          | 總統經國務會議審議後宣布，並需立即通報國會                                                                                          |
| 持續期限       | 戒嚴狀態解除需總統再次宣布，並經國務會議審議                                                                                        | 戒嚴狀態可根據需要調整，並需定期向國會報告                                                                                          |
| 戒嚴指揮官     | 總統任命的現役高級軍官全面指揮 | 總統任命的現役軍官協助地方指揮 |
| 解除條件       | 恢復平時狀態或國會要求解除 | 恢復平時狀態或國會要求解除 |
| 國會議員的權利 | 在戒嚴實施期間，除現行犯外，國會議員不得被逮捕或拘禁                                                                                | 在戒嚴實施期間，除現行犯外，國會議員不得被逮捕或拘禁                                                                                |
| 法律責任與懲罰 | 違反相關規定者，處以刑罰，如違法獲取或支付補償金，處5年以下有期徒刑或3,000萬韓元以下罰金，違反戒嚴指揮官的命令，處3年以下有期徒刑。 | 違反相關規定者，處以刑罰，如違法獲取或支付補償金，處5年以下有期徒刑或3,000萬韓元以下罰金，違反戒嚴指揮官的命令，處3年以下有期徒刑。 |

1979年10月26日，總統朴正熙遭到中央情報部部長金載圭暗殺身亡後，由崔圭夏總理代理總統職務，並且宣布10月27日凌晨4時起在除濟州島外全國地區實施「紧急戒嚴」，以免朝鮮人民軍趁機南侵，戒嚴期間各政府機關、重要團體和新聞機構都要受到軍事管制，並且禁止國會以外的任何政治活動與罷工遊行、同時實行宵禁。12月12日，由全斗煥等軍方領導人發起雙十二政變。1980年5月17日，受到以全斗煥中将（中央情报部长兼任国军保安司令官）為首的韓軍將領影響，崔圭夏政府宣佈全國擴大「緊急戒嚴」，又稱為5·17政變（5·17 쿠데타）。此行動擴大了戒嚴的適用範圍，禁止所有政治活動，拘捕了金大中和金泳三等反對派領袖，勒令大學停課並解散國會，進一步鞏固了全斗煥的軍事權力。同時，鎮壓了包括光州事件在內的民主化運動，導致數百名民眾死亡，成為韓國民主化歷史中的重大事件。戒嚴令於1981年1月24日解除。
2024年12月3日晚間10時27分，總統尹錫悅以剷除親北勢力、守護自由憲政體制為由，宣布「紧急戒嚴」，由參謀總長、陸軍上將朴安洙擔任戒嚴司令。12月4日凌晨1時許，韓國國會以190票贊成，0票反對，0票棄權，通過要求解除戒嚴之議案。然而，軍方表示會繼續維持戒嚴，直至總統宣布解除戒嚴令，因此朝野議員們仍留在國會，表示「將等待尹總統正式宣布解除戒嚴」。12月4日早上4時27分，總統尹錫悅發表電視直播演說，表示將應國會要求解除戒嚴。4时30分，韩国国务会议（即内阁）通过解除戒严令，随后韩国戒严司令部被解散，戒严部队撤回原驻地。

## 各大法系的戒严法

### 歐陸法系
大陆法系的戒严法是一部单一的成文法典，它的内容有积极和消极两种意义，消极的停止平常法规的效力，积极的赋予军事机关掌管行政及司法事务的权限。所以戒严法是规定于外患或内乱之际，暂停常法，而将部分司法及行政权力委诸军事机关处理的法律。
例如《中华人民共和国戒严法》：“在发生严重危及国家的统一、安全或者社会公共安全的动乱、暴乱或者严重骚乱，不采取非常措施不足以维护社会秩序、保护人民的生命和财产安全的紧急状态时，国家可以决定实行戒严。”。日本明治《戒严令》，其第一条即规定：“戒严令乃战时或事变之际，以兵力警戒全国或某一地方之法律。”

### 英美法系
英美国家的戒严法（Martial Law）是习惯成规，所以其含义不定。霍兹华斯在其《戒严法历史之研究》（Martial Law Historically Considered）中探讨了戒严法的原始意义：“戒严法就是军中元帅（Marshall）与监军保安官（Constable）所组法庭适用之法规”。美国学者阮钦（Robert S. Rankin）从字面上分析了戒严法的本义：“Martial”一词的来源有二：第一，它是“Marshal”的音误，而“Martial Law”即“Marshal Law”，意思是军中元帅所适用的法规；第二，“Martial”即拉丁文中的“Martialis”，而“Martialis”为“附属于战争”（“Pertaining to War”）之意，故“Martial Law”就是“战争法”（Law of War）。
根据《牛津法律大辞典》的解释，“Martial Law”一词被翻译为“军事管制法”，它的含义是“指根据皇家特权令适用于暂时由英王军队占领的外国领土的法律。除被占领土的普通法院经同意继续存在和执行法律外，执法权由军事法庭或军事裁判庭根据占领军的军事当局所确立的规则行使”，“当一国处在战争状态，或存在叛乱，入侵及其他严重的社会动乱时，军事管制法可以作为例外在本国内部实施，以取代平时的政府和执法机关。在这种情况下，司法权由军事法庭和军事裁判庭行使。”
《布莱克法律词典》是这样解释的，戒严法“存在于战时或者其他危急情况时，它极具强制力，完全决定于驻在敌方交战区或本国叛乱区之军队司令官的意志，并且戒严法的实施将导致普通法律、政府和司法机关的暂时失效”。
英国宪法学者Dalzell Chalmers与Cyril Asquith详细归纳了“Martial Law”的六种意义：
- （一）指早期军中元帅所适用的法律；
- （二）指于平时或战时，在国内或国外，管理军队的军法；
- （三）指停止普通法律（Ordinary Law）而使行政机关享有广泛军事裁量权的法律；
- （四）指于内乱或外患之际，运用任何必要力量，以维持公共秩序的习惯法（Common Law）；
- （五）指战时军队司令官在占领敌区内，所施行的法律；
- （六）指在敌境外的占领区内，军事指挥官所施行的法律。

以上第一、二两种意义，属于军法（Military Law）的范围；第五、第六两点，是军政府（Military Government）的范畴；第四种含义是英国学者传统的意见；第三种意义的戒严法是大陆法系的“戒严法”。
英美法系戒严法的最大特色，就是其产生基于军事需要（Military Necessity），没有成文法典。所以学者查尔斯·沃伦说：“戒严法基于严格的军事需要而产生，在本质上不是法律，其宣布并非依据宪法上之明文授权”，由于缺乏法律上的规定，所以戒严法就是军事司令官的意志，美国联邦最高法院认为：“戒严法是实际战争中，基于军事必要而产生的法则，由军事司令官来实施，实际上就是司令官之意志，虽然专断，亦需服从”。英国的威灵顿公爵更加直接：“戒严法不过为军事司令官之意志而已，根本不是法律”。阮钦也说：“戒严法是必要之法则，为一种最后的手段，除了戒严机关之意志外，一无所有”。
依照伯克西姆对英美戒严法所下的定义：戒严法是当国家的民政官署，受军事机关节制时，所建立之规则，或用以抵抗外侮，或在普通法律失败时，用以保障政府适当之目的。可见英美与欧陆的戒严法在宣布的时机、效果、目的等方面十分相似，他们都具备下面五个要件：
1. 在时间上，限于战争或非常事变之时；
2. 在空间上，行于国土之全部或一部；
3. 其手段，是实行兵力戒备；
4. 其效果，可变更机关权限及限制人民自由；
5. 其目的，在确保国境治安，维护法律秩序。

### 引用
1. 1 2  . www.britannica.com.   [2023-03-30]. （原始内容存档于2018-03-10） （英语）.
2. ↑  . Investopedia.   [2023-03-30]. （原始内容存档于2023-05-31） （英语）.
3. ↑  . LII / Legal Information Institute.   [2023-03-30]. （原始内容存档于2019-03-28） （英语）.
4. ↑  LIEBER, FRANCIS, and G. NORMAN LIEBER. To Save the Country: A Lost Treatise on Martial Law. Edited by Will Smiley and John Fabian Witt, Yale University Press, 2019. JSTOR, https://doi.org/10.2307/j.ctvk8vz1h. Accessed 30 March 2023.
5. ↑  . Reuters. 2017-09-04  [2019-10-30]. （原始内容存档于2017-09-04）.
6. ↑  , Conversations with Terrorists (Routledge), 2016-01-08: 69–88  [2023-04-03], ISBN 978-1-315-63542-2, doi:10.4324/9781315635422-9
7. ↑  .   [2016-04-30]. （原始内容存档于2017-11-01）.
8. ↑  Safi, Michael. . The Guardian. 2020-09-27  [2020-09-27]. ISSN 0261-3077. （原始内容存档于2023-01-16） （英国英语）.
9. ↑  Boyce, James. . Black Inc. 2010: 266. ISBN 978-1-921825-39-2.
10. ↑  Françoise Dubuc. "La Loi martiale telle qu'imposée au Québec en 1837 et en 1838", in Les Patriotes de 1837@1838, May 20, 2000, retrieved May 10, 2009
11. ↑  Guiheux, Gilles; Tsang, Steve; Tien, Hung-Mao. . Pacific Affairs. 2000, 73 (4): 594. ISSN 0030-851X. JSTOR 2672460. doi:10.2307/2672460.
12. ↑  Simon Apiku. Egypt to lift 25-year-old emergency laws. Middle East On-line, 23 March 2006..   [2006-04-16]. （原始内容存档于2006-08-24）.
13. ↑  Joelle Bassoul. Egypt renews state of emergency for two years. Middle East On-line, 1 May 2005.  的存檔，存档日期2015-02-18.
14. ↑  Adam Morrow and Khaled Moussa al-Omrani. "Egypt: Despair Over Two More Years of Martial Law." Inter Press Service News Agency. .   [2009-06-20]. （原始内容存档于2009-05-18）.
15. 1 2  . MacroHistory: World History.   [2010-12-23]. （原始内容存档于2016-10-10）.
16. ↑  . www.emadbaghi.com.   [2023-05-17]. （原始内容存档于2019-04-19）.
17. ↑  , 1989  [17 September 2017], （原始内容存档于2019-05-15）, The proclamation of martial law is forbidden. |article=被忽略 (帮助)
18. ↑   (PDF). WIPO.   [November 25, 2018].
19. 1 2  Valerie Féron. . Paris, Editions du Felin. 2001. ISBN 2-86645-391-3.
20. ↑  Bassma Kodmani-Darwish. . Paris: Presses Universitaires de France. 1997. ISBN 2-13-048486-7.
21. ↑  "The authorities did not recognise the legality of residence in the country of anyone not registered during the November 1948 census and issued with an identity card or military pass. Anyone who had left the country for any reason before the census, and was not registered and in possession of a card or pass was regarded as an "absentee". If he subsequently infiltrated back into the country (including to his home village), he was regarded "as illegal" and could be summarily deported. The IDF repeatedly raided villages, sorted out legal from illegal residents and, usually, expelled the "returnees."" Morris, Benny (1987) The birth of the Palestinian refugee problem, 1947–1949. Cambridge University Press. ISBN 0-521-33028-9. p. 240
22. ↑  .   [2023-05-17]. （原始内容存档于2023-01-16）.
23. ↑  Raz, Adam. How Israel Tormented Arabs in Its First Decades – and Tried to Cover It Up （页面存档备份，存于） Haaretz.com. Haaretz, January 9, 2021
24. ↑  Cohen, Amichai; Cohen, Stuart. . Routledge. 2012. ISBN 978-0-415-54914-1 （英语）.
25. 1 2  Katz, Yaakov; Mizroch, Amir. . The Jerusalem Post. July 15, 2006  [7 June 2017]. （原始内容存档于2023-03-24）.
26. ↑  : 276,368. 2003  [March 30, 2020].
27. ↑  G. Edward White. . Oxford University Press. 2012: 442. ISBN 978-0-19-972314-0. As the above details suggest, the imposition of martial law and the suspension of the writ of habeas corpus are related, but do not perform identical functions.
28. 1 2  Ex parte Milligan, 71 U.S. 2 (1866).
29. ↑  Fairman, Charles. . American Political Science Review. August 1928, 22 (3): 591–616. ISSN 0003-0554. JSTOR 1945619. S2CID 144256852. doi:10.2307/1945619.
30. ↑  . www.brennancenter.org.   [2023-04-03]. （原始内容存档于2023-08-01） （英语）.
31. 1 2  Lieber, Francis; Lieber, G. Norman. Smiley, Will , 编. . 2019-07-23. ISBN 9780300245189. doi:10.12987/9780300245189.
32. 1 2  . pearlharbor.org. 2017-08-18  [2023-04-03]. （原始内容存档于2023-05-31） （美国英语）.
33. 1 2  Duncan v. Kahanamoku, 327 U.S. 304 (1946).
34. ↑  . 대한민국 법제처. 2024-12-04  [2024-12-04]. （原始内容存档于2024-08-01）.
35. ↑  . 대한민국 법제처. 2024-12-04  [2024-12-04]. （原始内容存档于2025-01-20）.
36. ↑  .   [2024-12-03]. （原始内容存档于2025-01-26）.
37. ↑  . KBS. 2024-12-04  [2024-12-04].
38. ↑  . YTN news. 2024-12-04  [2024-12-04].
39. ↑  . 주식회사연합뉴스. 2024-12-04  [2024-12-04].
40. ↑  中央通訊社. . 中央社 CNA. 2024-12-04  [2024-12-04] （中文（臺灣））.
41. ↑  . BBC News. 2024-12-03  [3 December 2024].